# Angelica Rozeanu
Angelica Rozeanu (Bucarest, 15 de octubre de 1921-Haifa, 22 de febrero de 2006) fue una jugadora rumana de tenis de mesa, una de las mejores jugadoras de la historia de este deporte. Ganó su primer campeonato del mundo en 1950, iniciando una serie de seis títulos mundiales consecutivos, una hazaña todavía no superada. Fue la primera deportista rumana en obtener un título mundial en cualquier deporte. Es la última jugadora no asiática que ha conquistado el título mundial.

## Biografía
Nació en Bucarest, Rumania el 15 de octubre de 1921 en el seno de una familia acomodada. Su padre era dueño de un viñedo y su madre ama de casa. De niña, Angelica era una gran aficionada a deportes como el tenis, el ciclismo, o la natación. Comenzó a jugar a tenis de mesa cuando tenía ocho años de edad mientras se recuperaba de la escarlatina. En 1933, a los 12 años, ganó la Copa de Rumanía. Conquistó el campeonato nacional de Rumanía en 1936 y continuó siendo campeona femenina rumana durante los siguientes 21 años (1936-1957, con exclusión de la Segunda Guerra Mundial). Su primera gran victoria internacional fue el Abierto de Hungría de 1938.
Fue campeona del mundo individual en seis ocasiones (1950,51,52,53,54,55), tres en dobles (1953,55,56) y otras tres en dobles mixto (1951,52,53). Fue campeona del mundo por equipos con la selección rumana en cinco ocasiones (1950,51,53,55,56), plata en dos (1952,57) y bronce también en dos (1939,48). En total, ganó treinta medallas en los campeonatos del mundo, de las cuales diecisiete fueron de oro, cinco de plata y doce de bronce. Además fue dos veces campeona de Europa en individual, y obtuvo tres medallas de plata y tres de bronce.
Su condición de judía le conllevó enormes problemas y vejaciones, especialmente durante y después de la Segunda Guerra Mundial. En 1957 su marido decidió emigrar a Israel, pero Angelica decidió no ir con él. En 1960 viajó a Viena, donde tomó la decisión de no regresar a Bucarest; lo dejó todo, incluidas todas sus medallas y trofeos, y emigró con su hija a Israel, que se convirtió en su nuevo hogar. Ganó el campeonato de tenis de mesa de los Juegos Macabeos en 1960 y 1961 y fue campeona de Israel entre 1960 y 1962.
Falleció de cirrosis en Haifa el 22 de febrero de 2006, a los 84 años de edad.

## Reconocimientos
En 1950 fue nombrada presidenta de la Comisión de Tenis de Mesa de Rumanía, cargo que ocupó hasta 1960. En 1954 fue galardonada con el más alto honor de un deportista rumano: el título de Maestro Benemérito del Deporte. Ingresó en el International Jewish Sports Hall of Fame en 1981, en el Salón de la Fama del Tenis de Mesa Europeo en 2015, y fue incluida en el Salón de la Fama del Tenis de Mesa de la ITTF en 1995.